# Hůrka (České středohoří)
Hůrka je nevýrazný vrcholek mezi městskými částmi Ústí nad Labem – Stříbrníky, Dobětice a Skřivánek. Jde o severní zakončení Mariánské skály. Podél jeho úpatí (kromě jižní strany) se nachází chatová kolonie. V administrativním členění města patří do ZSJ Mariánská skála – Hůrka, ve které v roce 2001 žilo 26 obyvatel.

## Přístup
Vrch je volně přístupný. K vrcholu vede neznačená účelová komunikace.